# Belgique au Concours Eurovision de la chanson 2003
La Belgique a participé au Concours Eurovision de la chanson 2003 ayant lieu à Riga, en Lettonie. C'est la 45e participation belge au Concours Eurovision de la chanson.
Le pays est représenté par le groupe Urban Trad et la chanson Sanomi, sélectionnés en interne par la Radio-télévision belge de la Communauté française (RTBF).

## Sélection interne
Le radiodiffuseur belge pour les émissions francophones, la RTBF, sélectionne en interne l'artiste et la chanson représentant la Belgique au Concours Eurovision de la chanson 2003.
Lors de cette sélection, c'est le groupe Urban Trad et la chanson Sanomi qui furent choisis.
| Ordre | Artiste    | Chanson | Traduction | Langue     |
| ----- | ---------- | ------- | ---------- | ---------- |
| 1     | Urban Trad | Sanomi  | –          | Imaginaire |

## À l'Eurovision

### Points attribués par la Belgique
| 12 points | Turquie  |
| 10 points | Espagne  |
| 8 points  | Pays-Bas |
| 7 points  | Russie   |
| 6 points  | Norvège  |
| 5 points  | Pologne  |
| 4 points  | Suède    |
| 3 points  | Islande  |
| 2 points  | Autriche |
| 1 point   | Irlande  |

### Points attribués à la Belgique
| 12 points                    | 10 points                                                      | 8 points                               | 7 points            | 6 points               |
| ---------------------------- | -------------------------------------------------------------- | -------------------------------------- | ------------------- | ---------------------- |
| - Espagne - France - Pologne | - Bosnie-Herzégovine - Irlande - Lettonie - Pays-Bas - Ukraine | - Estonie - Grèce - Israël - Roumanie  | - Islande - Turquie | - Allemagne - Portugal |
| 5 points                     | 4 points                                                       | 3 points                               | 2 points            | 1 point                |
| - Royaume-Uni                | - Autriche                                                     | - Chypre - Norvège - Russie - Slovénie |                     |                        |

Urban Trad interprète Sanomi en 22e position, après la Lettonie et avant l'Estonie. Au terme du vote, la Belgique termine 2e sur 26 pays avec 165 points, deux points derrière le pays vainqueur, la Turquie,.